# Parafia Matki Bożej Śnieżnej w Rzeszowie-Budziwoju
Parafia Matki Bożej Śnieżnej w Rzeszowie-Budziwoju – parafia rzymskokatolicka w Rzeszowie-Budziwoju, znajdująca się w diecezji rzeszowskiej w dekanacie Tyczyn.
Erygowana w 1921. Do parafii należy kościół filialny, pełniący do 2002 funkcję kościoła parafialnego.